# J. D. Slater
J. D. Slater (* 1955 in Long Island) ist ein US-amerikanischer Filmregisseur, Komponist und Pornodarsteller.

## Leben
Slater wurde auf Long Island, New York City, geboren. Nach seiner Schulzeit in New York studierte er an der UCLA in Kalifornien Psychologie und wechselte danach an die Fordham University in New York, wo er den Master in klinischer Psychologie erreichte. 1981 begann Slater in die Pornoindustrie zu arbeiten. Der Filmregisseur Joe Gage entdeckte ihn und engagierte ihn als Pornodarsteller in dem schwulen Pornofilm Handsome. Danach arbeitete Slater als Darsteller für den Filmregisseur Wakefield Poole und andere Filmregisseure der ersten Generation schwuler Filmerotik. In den 1980er Jahren erlernte Slater, wie Filme gedreht und produziert werden.
1989 wurde Slater von mehreren Schicksalsschlägen getroffen. Zum einen wurde diagnostiziert, das er an Krebs, HIV und Tuberkulose erkrankt war, zum anderen sah er sich aggressiven rechtlichen Klagen im Zusammenhang mit seiner Arbeit in der Pornobranche ausgesetzt.
Gemeinsam mit Chris Ward gründete Slater 1999 das Filmstudio Raging Stallion Studios und arbeitete in den folgenden Jahren als Produzent und Filmregisseur. Des Weiteren komponierte Slater Filmmusik als Komponist. 2003 wurde Slater in die Hall of Fame, GayVN Awards aufgenommen.

## Filmografie (Auswahl)

### Regisseur
- Hard (1985)
- Sexpack (2000–2004)
- Hairy Boyz 4 (2004)
- Hairy Boys 5 (2005)
- Centurion Muscle (2005)
- Fistpack 4: Nutts for Butts (2005)

### Darsteller
- Handsome (1981)
- Outrage (1984)
- Bring Your Own Man (1985)
- Daddies Plaything (1985)
- One, Two, Three (1985)
- What the Big Boys Eat (1985)
- In Heat (1986)
- Ranch Hand (1988)
- Confessions (1989)
- Manholes and More Manholes (2003)

## Auszeichnungen (Auswahl)
- 2003 Aufnahme in die Hall of Fame, GayVN Awards[2]